# 三疊市
三叠市（越南语：／）是越南宁平省下辖的一个工业城市。

## 地理
三叠市东接安谟县，西和西北接儒关县，南隔三叠山与清化省扁山市社、河中县和石城县等交界，“三叠”之名即来源于三叠山。北接华闾市。

## 历史
1967年1月28日，安谟县增设同交农场市镇。
1974年2月23日，安谟县解散同交农场市镇，设立省直辖三叠市镇，三叠市镇包括同交农场、三叠农场和安同社、安山社2社的2个合作社。
1975年12月27日，宁平省和南河省合并为河南宁省，三叠市镇随之划归河南宁省管辖。
1977年4月27日，安谟县、省直辖三叠市镇和安庆县庆宁社、庆居社、庆海社、庆先社、庆善社、庆利社、庆安社、庆和社、庆富社、庆云社10社合并为三叠县。
1982年12月17日，三叠县以三叠市镇、安平社、安山社1市镇2社析置三叠市社；三叠市社分设为北山坊、中山坊、南山坊、安平社、安山社、东山社、光山社3坊4社。
1991年12月26日，河南宁省重新分设为南河省和宁平省，三叠市社划归宁平省管辖。
2007年4月9日，安平社析置新平坊，光山社、南山坊和北山坊析置西山坊。
2012年7月31日，三叠市社被评定为三级城市。
2015年4月10日，安平社改制为安平坊；三叠市社改制为三叠市。

## 行政區劃
三疊市下辖6坊3社，市人民委员会位于北山坊。
- 北山坊（Phường Bắc Sơn）
- 南山坊（Phường Nam Sơn）
- 新平坊（Phường Tân Bình）
- 西山坊（Phường Tây Sơn）
- 中山坊（Phường Trung Sơn）
- 安平坊（Phường Yên Bình）
- 东山社（Xã Đông Sơn）
- 光山社（Xã Quang Sơn）
- 安山社（Xã Yên Sơn）

## 交通
三叠市位于国道1号、国道12B号、南北铁路线上，交通较便捷，有峺站、同交站2个火车站。